# Motor de cinco cilindros em linha
Os motores de cinco cilindros em linha possuem os cilindros alinhados compartilhando um único bloco do motor.
O uso dos motores de cinco cilindros em linha, por parte da indústria automobilística é mais recente do que os motores de quatro e seis cilindros em linha e os V6, mas vem crescendo.
Atualmente é usado em motores de 2200 cm³ até 2900 cm³.

## Características
Os motores de 5 cilindros são a configuração de motor mais simples onde ocorre produção de potência sem intermitência.
A vantagem de um motor de cinco cilindros em linha comparado a um motor de quatro cilindros em linha de cilindrada equivalente, pode ser melhor compreendida, analisando o ciclo de produção potência. Nos motores de quatro tempos, (Otto ou Diesel, ocorre uma combustão em cada um dos cilindros a cada duas voltas do virabrequim, ou seja a cada 720°. Se considerarmos um motor de acendimento uniforme, nós podemos dividir os 720° pelo número de cilindros, para determinar a frequência com que ocorre produção de potência no motor. Assim para um motor de 4 cilindros teremos o início de uma combustão a cada 180° (720° ÷ 4 = 180°).

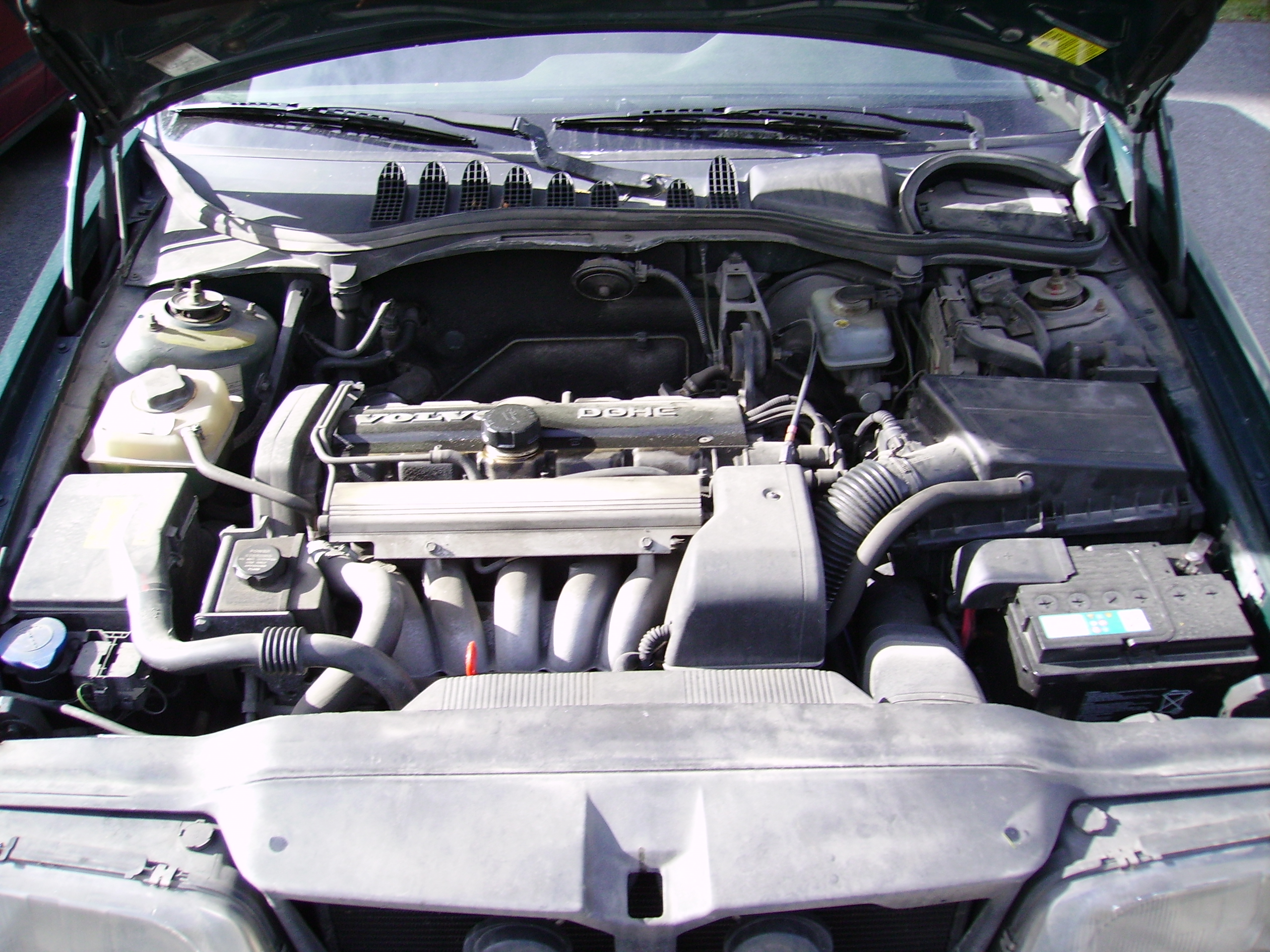
O Volvo B5252S é um exemplo de carro com cinco cilindros em linha

Um curso ou tempo de produção de potência (combustão) dura no máximo 180° de rotação do virabrequim, isso faz com que somente ocorra o início de um tempo de combustão após o fim da combustão em outro cilindro, não havendo sobreposição entre uma combustão e outra. Na prática ocorre intermitência visto que no início e no final de cada combustão a produção de potência é nula.
Nos motores com menos de quatro cilindros ocorre produção de potência de forma intermitente. Tomando como exemplo um motor de três cilindros, ocorre o início de uma combustão a cada 240° (720°÷ 3=240°), como a produção de potência dura no máximo 180°, teremos um "silêncio" de no mínimo 60° entre o término da combustão em um cilindro e o início da combustão em outro cilindro.
Num motor de seis cilindros ocorre o início de uma combustão a cada 90° (720° ÷ 6=120°), neste ocorre sobreposição teórica é de 60° (180°-120°=60°).
Nos motores de cinco cilindros ocorre o início de uma combustão a cada 144° (720°÷ 5=144°), neste caso, teóricamente, ocorre sobreposição de 36° (180°-144°=36°).
Na prática, a sobreposição é menor de que 36°, porém é maior que zero graus. Isso torna o funcionamento dos motores de cinco cilindros consideravelmente melhor do que os motores de quatro cilindros.

## Usos
Motores de cinco cilindros em linha são utilizados por diversas fabricantes de automóveis, dentre elas:
- Acura - Vigor;
- Audi - 100,  TTS 2.5 Turbo, Audi RS2, Audi Quattro
- FIAT - Marea/Marea Weekend 2.0 20V; 2.0 20V Turbo; 2.4 20V, Stilo Abarth 2.4 20V, Coupé 2.0 20V Turbo, Brava 2.0 20V e Bravo 2.0 20V (Bravo/Brava: Europa).
- Ford - Focus ST, Kuga, Ford Focus RS
- General Motors - motor da família Atlas usado no Hummer H3 e em diversos outros modelos;
- Toyota - Land Cruiser (diesel).
- Volvo - V70, S60, 850 e C30
- Lancia - Thesis 2.4 20v JTD
- Volkswagen - Jetta 2.5 20V; 2.3 20V, Volkswagen Golf 2.3 20V, Volkswagen Rabbit 2.5 20V.

O uso em veículos comerciais é menos frequente que os motores de quatro ou seis cilindros.
Os modelos a seguir são equipados com motores de cinco cilindros em linha:
- Mercedes-Benz:
  - Accelo 715 C;
  - Anos 70, 80 e 90: Motor OM355/5 caminhões 1519, 1520, 1524, 1525, 2219 e 2220 e ônibus O355/5, O364 11R, O371UP e O371R; Motor OM449LA: caminhões 1625, 2325, 1630 e 1632 e ônibus O400R, O400UP, O400UPA e OH-1628L
- Scania: motor de 9 litros que equipa os P230, P270, P310 e os ônibus F310, K230, K270, K310.